# Манцолини, Анна Моранди
Анна Моранди Манцолини (Anna Morandi Manzolini, 1714—1774) — преподавательница анатомии, скульпторша, создававшая восковые анатомические модели.

## Биография
Анна Моранди родилась в 1714 году в Болонье, Италия. Она росла в традиционной семье, где брак, дети и домашний образ жизни были естественным выбором для женщин. В 1736 году она вышла замуж за Джованни Манцолини (Giovanni Manzolini), профессора анатомии в Университете Болоньи. Ей было 20, а ему было 24 года. После пяти лет брака она стала матерью шестерых детей.
Когда её муж заболел туберкулёзом, получила специальное разрешение читать лекции вместо него. Стала профессором анатомии после его смерти в 1755 году. Известность её таланта в литье анатомических моделей распространилась по всей Европе, и она была приглашена ко двору Екатерины II. Император Иосиф II из Австрии купил одну из её моделей и высоко оценил её мастерство и достижения. Британская королевская общественность пригласила её читать лекции в Лондон.
Манцолини также создала два портретных восковых бюста, оба из которых в настоящее время выставляются в Палаццо Погги в Болонье. Одним из них является автопортрет, в котором она изображает себя на работе, во время рассечения человеческого мозга, а другой — её мужа, занимающегося аналогичной деятельностью.